# Parigi-Troyes 2013
La Parigi-Troyes 2013, cinquantacinquesima edizione della corsa e valida come evento dell'UCI Europe Tour 2013 categoria 1.2, si svolse il 10 marzo 2013 su un percorso totale di circa 174,2 km. Fu vinto dal francese Jean-Marc Bideau che terminò la gara in 4h12'17", alla media di 41,42 km/h.
All'arrivo 107 ciclisti portarono a termine il percorso.

## Squadre e corridori partecipanti
| N.      | Cod. | Squadra                      |
| ------- | ---- | ---------------------------- |
| 1-8     |      | UV Aube-Club Champagne Char. |
| 11-18   | BSE  | Bretagne-Séché Environnement |
| 21-28   | SOJ  | Sojasun                      |
| 31-38   | LPM  | La Pomme Marseille           |
| 41-48   | RLM  | Roubaix-Lille Metropole      |
| 51-58   | BIG  | BigMat-Auber 93              |
| 61-68   | TJM  | Joker-Merida                 |
| 71-78   | BGT  | Bridgestone-Anchor           |
| 81-88   | DKK  | Designa Køkken-Knudsgaard    |
| 91-98   | CCD  | Team Differdange-Losch       |
| 101-108 | VBG  | Team Vorarlberg              |
| 111-118 |      | CC Villeneuve-Saint-Germain  |
| 121-128 |      | CC Nogent-sur-Oise           |

| N.      | Cod. | Squadra                      |
| ------- | ---- | ---------------------------- |
| 131-138 | ADT  | Armée de Terre               |
| 141-148 |      | AVC Aix-en-Provence          |
| 151-158 |      | CC Étupes                    |
| 161-168 |      | VC Rouen 76                  |
| 171-178 |      | Pédale de l'Est Haguenau     |
| 181-188 |      | VC Toucy                     |
| 191-198 |      | Vélo Club Caladois           |
| 201-208 |      | Charvieu-Chavagneux IC       |
| 211-218 |      | Vélo Sport Hyérois           |
| 221-228 |      | EC Raismes Petite-Forêt      |
| 231-238 |      | Bourg-en-Bresse Ain Cyclisme |
| 241-248 |      | UVCA Troyes                  |
| 251-256 |      | Peltrax-CSD                  |

## Ordine d'arrivo (Top 10)
| Pos. | Corridore          | Squadra      | Tempo    |
| ---- | ------------------ | ------------ | -------- |
| 1    | Jean-Marc Bideau   | Bretagne     | 4h12'17" |
| 2    | Thomas Vaubourzeix | La Pomme     | a 2"     |
| 3    | Julien Duval       | Roubaix      | s.t.     |
| 4    | Mathieu Drujon     | BigMat       | s.t.     |
| 5    | Jeroen Hoorne      | VC Rouen 76  | a 6"     |
| 6    | Grégoire Tarride   | La Pomme     | s.t.     |
| 7    | Jean-Lou Paiani    | Sojasun      | s.t.     |
| 8    | Adam Yates         | CC Étupes    | s.t.     |
| 9    | Mathieu Simon      | UV Aube      | a 9"     |
| 10   | Frédéric Brun      | Bourg-en-Br. | s.t.     |